# Eranos
Eranos (griechisch ἔρανος) bezeichnete im antiken Griechenland eine Vereinigung, die Beiträge zu einem bestimmten Zweck leistet, zum Beispiel zum Loskauf aus Gefangenschaft oder Sklaverei, Bezahlung einer Geldstrafe oder für ein gemeinsames Festmahl. Eranos hieß auch das gesammelte Vermögen und der Zweck der Sammlung (zum Beispiel die Bezahlung).
Homer benutzte in der Odyssee ἔρανος zur Bezeichnung eines einfachen, gewöhnlichen Mahles mit regelmäßigen Teilnehmern, die dazu ihren Beitrag leisteten (Od. 1, 226).
Der έρανος im heutigen Griechisch bedeutet eine konkrete Spendensammlung oder Fundraising-Aktion.

## Eranos-Verein
In der klassischen athenischen Demokratie stellte der Eranos-Verein ab dem 6. Jahrhundert v. Chr. eine eigenständige juristische Person dar. Der Verein hatte die Funktion eines Kreditvereins und war satzungsgemäß für die Versorgung Bedürftiger eingerichtet. Wirtschaftshistoriker sehen daher darin einen Prototyp des Versicherungswesens. Der Eranos-Verein umfasste Bestimmungen des Personen-, Prozess- und Vermögensrechts. Zudem hatte er das aktive und passive Prozessrecht, das heißt, er konnte klagen und verklagt werden.

## Eranos-Tagungen und Eranos-Jahrbücher
Die  niederländische Künstlerin und Theosophin Olga Fröbe-Kapteyn, die schon etwa dreißig Jahre in Ascona lebte, nutzte den aus der Antike bekannten Begriff im 20. Jahrhundert für eine Reihe von Tagungen. Angeregt von Hermann Keyserlings Gründung der „Schule der Weisheit“ im Jahre 1920 in Darmstadt legte Fröbe-Kapteyn in Ascona im Jahr 1930 den Grundstein für eine „Schule der spirituellen Forschung“. Ab 1932 begann sie mit Vortrags- und Veranstaltungsaktivitäten. Im Austausch mit Rudolf Otto eröffnete sie in der Schweizer Kleinstadt eine Vortragsreihe zu Fragen der Spiritualität. Rudolf Otto soll ihr den Namen „Eranos“ vorgeschlagen haben. Im Jahr 1933 fand die erste Tagung statt.
Die von Fröbe-Kapteyn ins Leben gerufenen Eranos-Tagungen sind Tagungen mit wissenschaftlichen Beiträgen aus verschiedenen Fachgebieten zu einem vorher festgelegten Thema. Sie werden seit 1933 in Ascona (Schweiz) am Berg Monte Verità und an den Ufern des Lago Maggiore durchgeführt. Fröbe-Kapteyn verstand sie als Begegnungsstätte östlicher und westlicher Religion und Geistigkeit. Bei den Tagungen leben und essen Wissenschaftler verschiedener Disziplinen zehn Tage lang gemeinsam und diskutieren die jeweils vorgetragenen Reden.
Basierend auf den Tagungen erscheinen seit 1933 die Eranos-Jahrbücher mit Beiträgen in deutscher, englischer und italienischer Sprache, herausgegeben von Daniel Brody. Der Titel des ersten Bandes lautete Yoga und Meditation im Osten und im Westen. C. G. Jung war bis 1961 ein regelmäßiger Teilnehmer, der seine Theorien, wie auch viele andere Redner, maßgeblich bei den Eranos-Tagungen durch den Diskurs (zum Beispiel mit Karl Kerényi und Mircea Eliade) entwickelte oder weiterentwickelte. Jung lernte hier die Frau von Paul Mellon kennen, die ihren Mann zu Spenden für die Verbreitung von Jungs Ideen in den USA bewog. Zu diesem Kreis zählten auch Erich Neumann, Gershom Scholem, Adolf Portmann, Herbert Read, Robert Eisler und Joseph Campbell. Der letztere kümmerte sich ab 1954 um die Verbreitung von Beiträgen aus den Eranos-Jahrbüchern in den USA. Bedeutende Redner (auch aus der jüngeren Zeit) waren Erich Neumann, Heinrich Zimmer, Gustav Richard Heyer, Karl Löwith, Henry Corbin, Eric Voegelin, Jean Gebser, Annemarie Schimmel, Jan Assmann, Erwin Schrödinger, David Carrasco, Moshe Idel, Ilya Prigogine, George Steiner, Walter Haug, Harald Szeemann, Shizuteru Ueda, Tilo Schabert, Reinhold Merkelbach.

## Eranos Vindobonensis
Der Eranos Vindobonensis veranstaltet ebenfalls im Sinne des Eranos-Gedankens bereits seit 1876 Vorträge und Referate am Institut für Klassische Philologie der Universität Wien, die den Wissens- und Erfahrungsaustausch auf dem Gebiet der klassischen Altertumswissenschaften fördern. Derzeitige Präsidentin (2015) des Eranos Vindobonensis ist Danuta Shanzer.